# 子母澤寬
子母澤寛 （日语：／ Shimozawa Kan、1892年2月1日—1968年7月19日），日本小說家。本名“梅谷松太郎”。

## 人物
祖父梅谷十次郎（通稱，齊藤鐵太郎或鐵五郎），是受幕府恩賜藏米20俵家祿的御家人，還參加過彰義隊，但在箱館戰争中戰敗而遭俘虜並被釋放，後來移居到札幌進行開墾卻沒成功，因此搬到離距離札幌10里遠的石狩的漁村・厚田，並在那邊擁有一個漁場。祖父後來成為漁場老闆並經營一間兼具餐廳及住宿功能的旅館‧「角鐵」並成為村內的代表人物。子母澤寛也生於厚田，母親很早就過世，讓他在祖父的寵愛下長大。
他與創價學会第2代會長戶田城聖是同鄉，彼此也是小時候就互相認識的好友。後來子母澤的出版都由戶田的公司負責，並發表許多數量的著作。
就讀舊制北海中學校（現北海高等學校），並且從明治大學法學部畢業。剛開始希望能夠當上律師，但返鄉後先在木材公司上班，1918年再次上京，並在電器公司工作，翌年1919年進入讀賣新聞公司。然後1926年時，跳槽到東京日日新聞，擔任新聞記者時，在尾佐竹猛等人的指導下，替舊幕臣製作口述筆記，1928年出版『新選組始末記』。之後，再出版『新選組遺聞』『新選組物語』等「新選組三部作」，並且被後來的作家（司馬遼太郎・池波正太郎等）引用為文獻資料。1968年7月19日，因為心肌梗塞，在神奈川縣藤澤市鵠沼的自家中死去。戒名是慧光院文宗日寛居士。
代表作有『勝海舟』（大河劇『勝海舟』原作）・『國定忠治』，隨筆『懷手帖』（『座頭市』原案）等。1962年，獲得第10屆菊池寬獎。
筆名來自他的居住地東京市大森區新井宿（現在東京都大田區中央四丁目）的子母澤。

## 著書
- 新選組始末記 萬里閣書房、1928
- 新選組遺聞 萬里閣書房、1929
- 國定忠治 改造社 1933
- 新編勝海舟 創元社、1952-1953、大河劇原作
- 父子鷹 文藝春秋新社 1956

等

## 隨筆
- 懷手帖(正・續) 中央公論社、1961

等

## 關連項目
- 座頭市

## 外部連結
- 馬込文士村の文士・芸術家 （页面存档备份，存于）

1. ↑  岩井寛『作家の臨終・墓碑事典』（東京堂出版，1997年）171頁